# Rhinocricus semicinctus
Rhinocricus semicinctus är en mångfotingart som beskrevs av Pocock 1894. Rhinocricus semicinctus ingår i släktet Rhinocricus och familjen Rhinocricidae. Inga underarter finns listade i Catalogue of Life.